# Zapf Umzüge

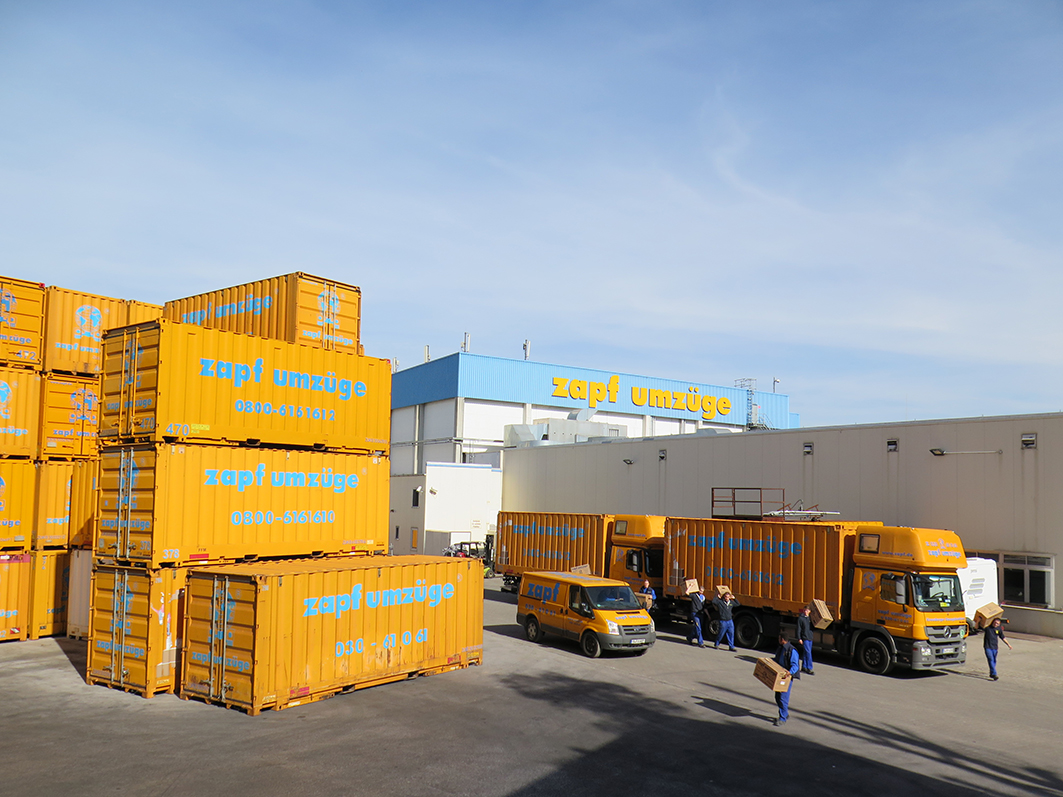
Die Zentrale in Berlin-Neukölln

Die Zapf Umzüge AG (Eigenschreibweise: zapf umzüge) ist eine internationale Spedition mit Sitz in Berlin. Neben der AG gibt es weitere Unternehmen, die dem Franchiseverbund zapf angehören.
Das Unternehmen wurde 1975 von Klaus Zapf als Klaus E. H. Zapf GmbH im damaligen West-Berlin als Umzugsunternehmen gegründet und zu einer der führenden, spezialisierten deutschen Umzugs- und Speditionsfirmen ausgebaut.
Der Gründer Klaus Zapf zog sich 2002 aus dem operativen Geschäft zurück. Unternehmensleiter seit 2015 ist Sven Reinholz. Seit 2020 ist Annkathrin Herwig 2. Vorstand.

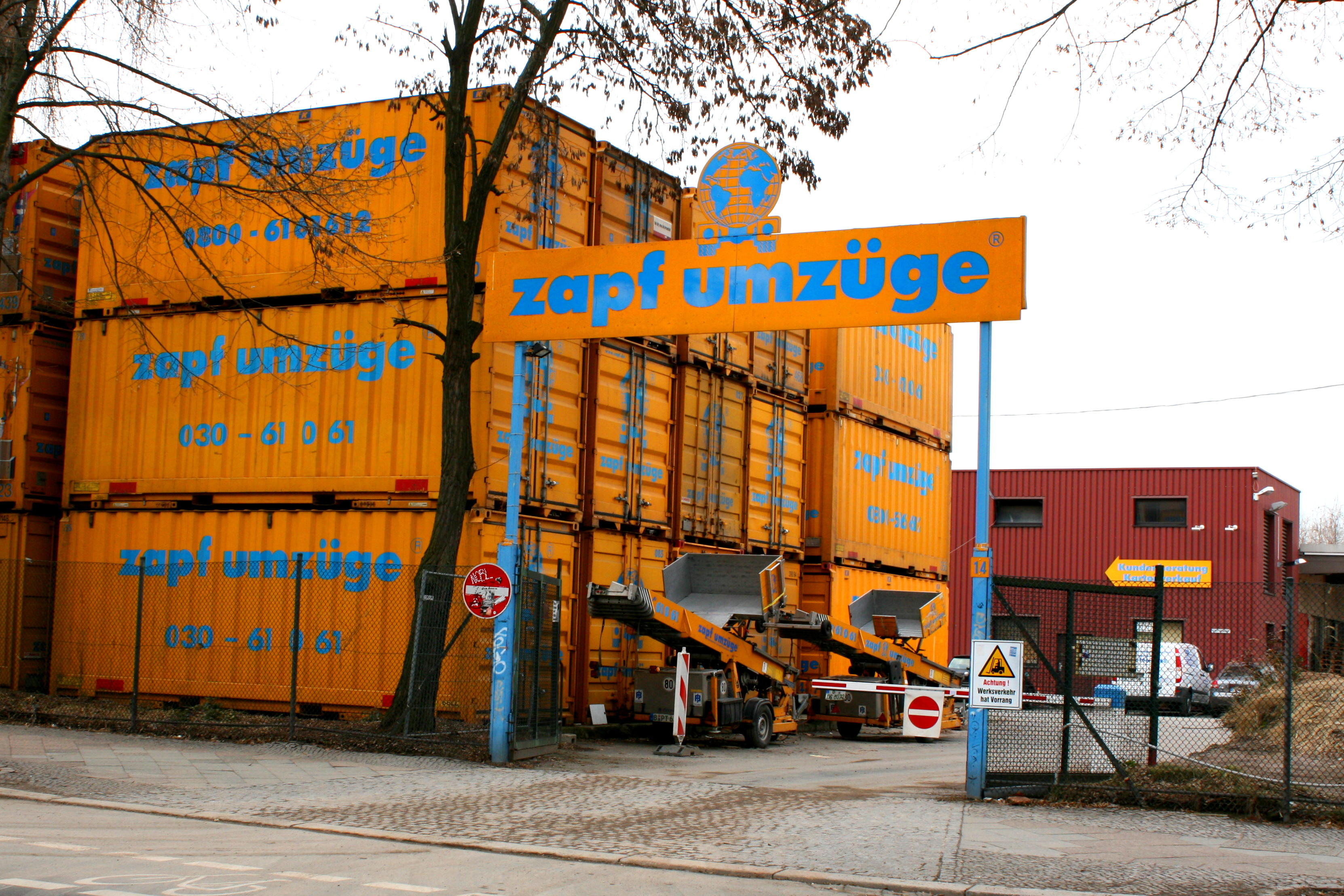
Zapf Umzüge an der Köpenicker Straße in Berlin-Kreuzberg (1985–2013)

## Unternehmen
Nach den ersten Jahren mit Sitz in Neukölln verlegte die Firma 1985 bis 1995 in die Köpenicker Straße 18–20 und von 1995 bis 2015 in die Köpenicker Straße 14 in Kreuzberg. Seit Mitte 2015 befindet sich zapf umzüge wieder im Berliner Ortsteil Neukölln in der Nobelstraße 66. Der Platz an der Spree in Kreuzberg bestand noch einige Jahre als „Umzugsshop“.

### Standorte
- Berlin (seit Gründung 1975)
- Freiburg (1984)
- Hamburg (1984)
- Frankfurt am Main (1985)
- München (1986)
- Mannheim (2007)
- Krefeld (2010)

In der Zentrale in Berlin befinden sich Kfz-Werkstatt, Tischlerei, Fuhrpark, Akten- und Hochregallager sowie das Ausbildungszentrum. Eine Filiale (Umzugsshop) logiert nahe S-Bahnhof und Zentrum von Berlin-Schöneweide.
zapf umzüge ist seit 2000 ein Franchise-Unternehmen, die Standorte agieren in Koordination mit der Zentrale selbstständig mit eigenen Geschäftsleitungen. Die zapf Standorte agieren als bundesweite Umzugsgruppe, die mit gleichen Qualitäts- und Leistungsansprüchen zusammenarbeiten. Als Franchisegeberin agiert dabei die frag zapf GmbH.

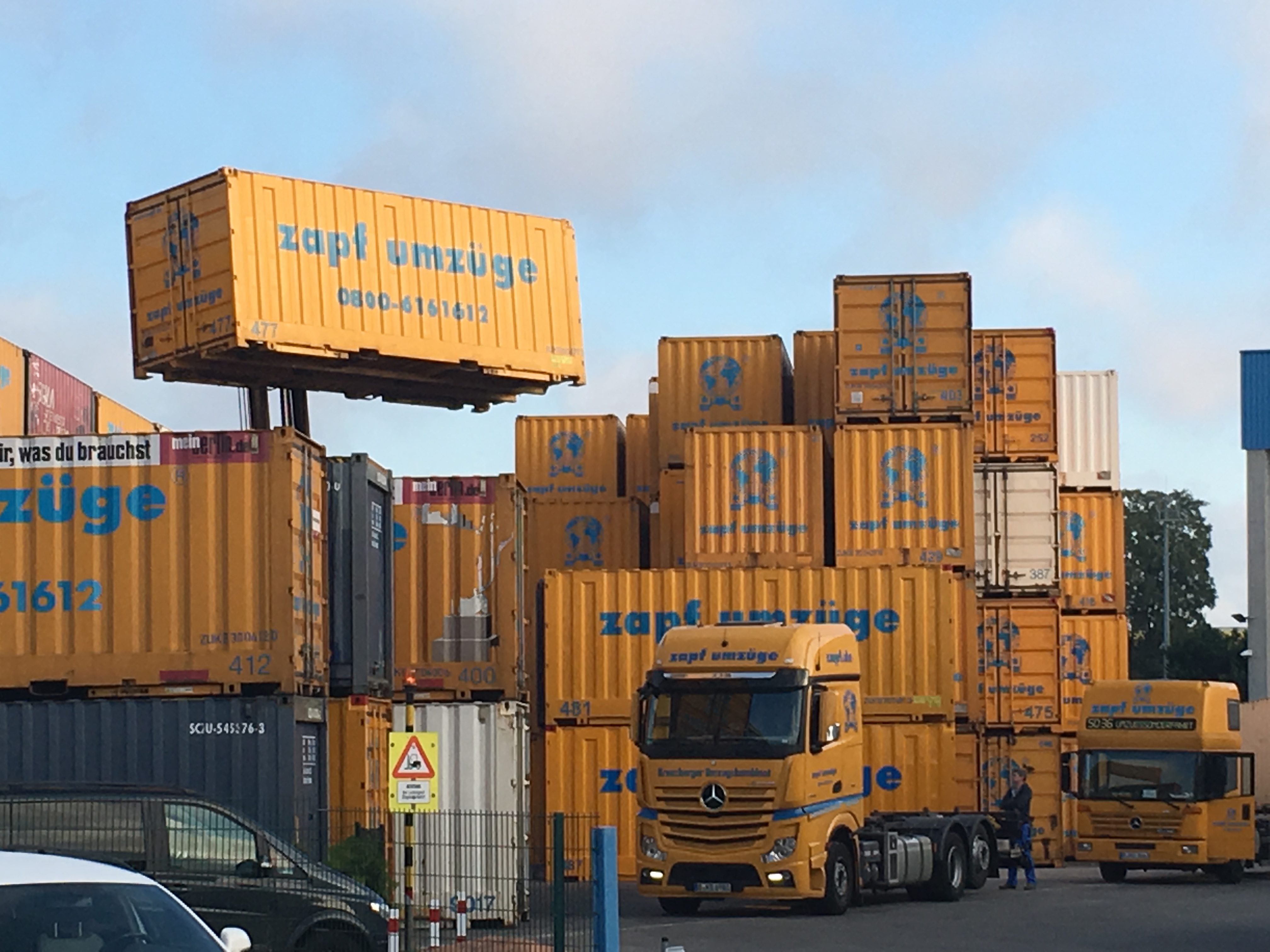
Container-Stapelung in Berlin

### Technisch-strukturelle Entwicklung (Auswahl)
- 1991: Einführung des Wechselcontainers.
- 1996: Zertifizierung des zapf Systems nach Qualitätsmanagementnorm ISO 9002 gruppenweit (Rezertifizierung der Gruppe nach ISO 9001:2000 im Jahr 2005).
- 2000: Franchising: Umbau der zapf Gruppe zum Franchisesystem.
- 2002: Einstieg in die Lagerwirtschaft. Neben Privatkundenlagerungen übernimmt die Gruppe zunehmend die Lagerung für Unternehmen und Gewerbekunden bis hin zur Kommissionierung, in Berlin stehen 60.000 m² Lagerfläche zur Verfügung (insgesamt 100.000 m²). Der Ausbau von Lagerkapazitäten ist aktuell mit einem Schwerpunkt in Freiburg sowie dem Selfstorage an anderen Orten im Gang.
- 2004: Global Positioning der Fahrzeuge mit GPS-Ortung.
- 2013: Erkennen von Wechselcontainerbewegungen mittels RFID.
- 2013: Entwicklung eines Öko-Umzugskartons: Die aus Hohlkammerprofilen bestehende Ökobox ist bis zu 1.000 Mal einsetzbar, recyclebar und senkt die CO2-Bilanz der Unternehmensgruppe. Die Ökobox ersetzte zwischenzeitlich weitgehend den Wellpappkarton.
- 2016: Erweiterung Dienstleistungsangebot im Bereich der Lagerlogistik und zapf selfstorage.
- 2019: Geschäftsfelderweiterung „moderne Aktenlagerung“.
- 2020:  „Für mehr Verkehrssicherheit! Erwerb von LKW mit MirrorCam - statt herkömmlicher Haupt- und Weitwinkelspiegel arbeitet das System mit Digitalkameras und Displays.“[1]

## Geschichte

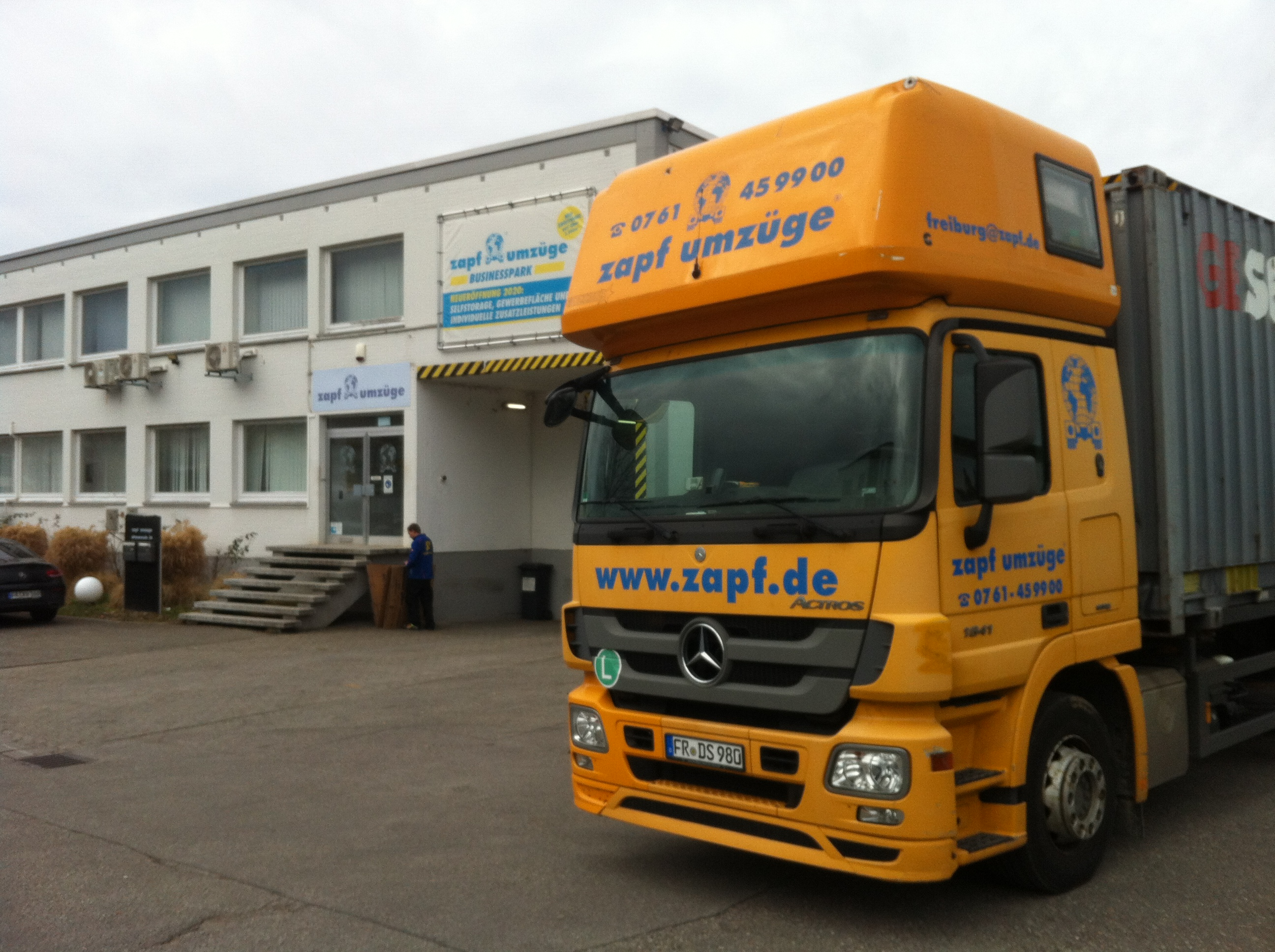
Standort in Freiburg im Breisgau

„Klaus Emil Heinrich Zapf, Jura-Student aus Baden, war 1975 nach Berlin gekommen. Er kaufte sich einen gebrauchten Ford-Transit und begann mit Entrümpelungen und Klaviertransporten.“ Da er keinen Führerschein besaß, war er unmittelbar auf einen Fahrer angewiesen, der auch Packer war. Aus fast jeden Auftrag resultierten Folgeaufträge und Zapf vergrößerte laufend seine ‚Flotte‘ mit dem Schriftzug „Im Besitz der Belegschaft“: „Wohnungsumzüge wurden zum Hauptgeschäft.“
Zeitgemäß standen in der Alternativökonomie die Prinzipien von gleichem Lohn für gleiche Arbeit auf der ‚Agenda‘ – der Initiator oder Chef war Erster unter Gleichen (Primus inter pares) – alle Projekte der Zeit standen unter dem „Anspruch an das Arbeitsleben: basisdemokratisch, selbstbestimmt und hierarchiefrei“ zu sein.
Zapf rekrutierte seine Mannschaft vorerst unter Studenten, sie mussten allerdings „treppenfest“ sein und bildeten – „nach dem Abschluß ihrer Studien als Betriebswirte und Diplomingenieure – das firmengeschulte Management.“

### 1970er Jahre
Schon nach wenigen Jahren gründete Zapf Büros in Westdeutschland, denn „Umzüge von Arbeitnehmern nach West-Berlin (wurden) von den Arbeitsämtern bezahlt […]. Nach ersten Auslandsumzügen wurden die Abteilungen Europäischer Fernverkehr und Übersee aufgebaut.“

„Zapf hatte bald den Ruf als ‚bestes Umzugskollektiv‘ und befand sich damit in guter Gesellschaft: Um 1980 arbeiteten in West-Berlin fast 40.000 Menschen in sogenannten ‚Alternativbetrieben.‘“

„1979 überstieg der Zapf-Jahresumsatz erstmals die Millionengrenze. Die Firma erreichte eine Größe, die für eine Kultur der permanenten Diskussion unproduktiv ist. […] Bei Zapf reduzierten sich die Konzeption und Umsetzung unternehmerischer Entscheidungen auf einen kleinen Kern der Stammbelegschaft. Zwar blieben Hierarchien unbedeutend, aber die Firma wurde strukturiert und professionalisiert.“

### 1980er Jahre
Zapf setzte zunehmend auf Outsourcing – Mitarbeiter gründeten auswärts selbstständige Filialen, zunächst 1986 in der alternativen Hochburg Freiburg, später in Stuttgart und München. 1985 war die Zentrale in das nun als „Altbaulandschaft“ erhaltene und weiterentwickelnde Kreuzberg SO 36 umgezogen.

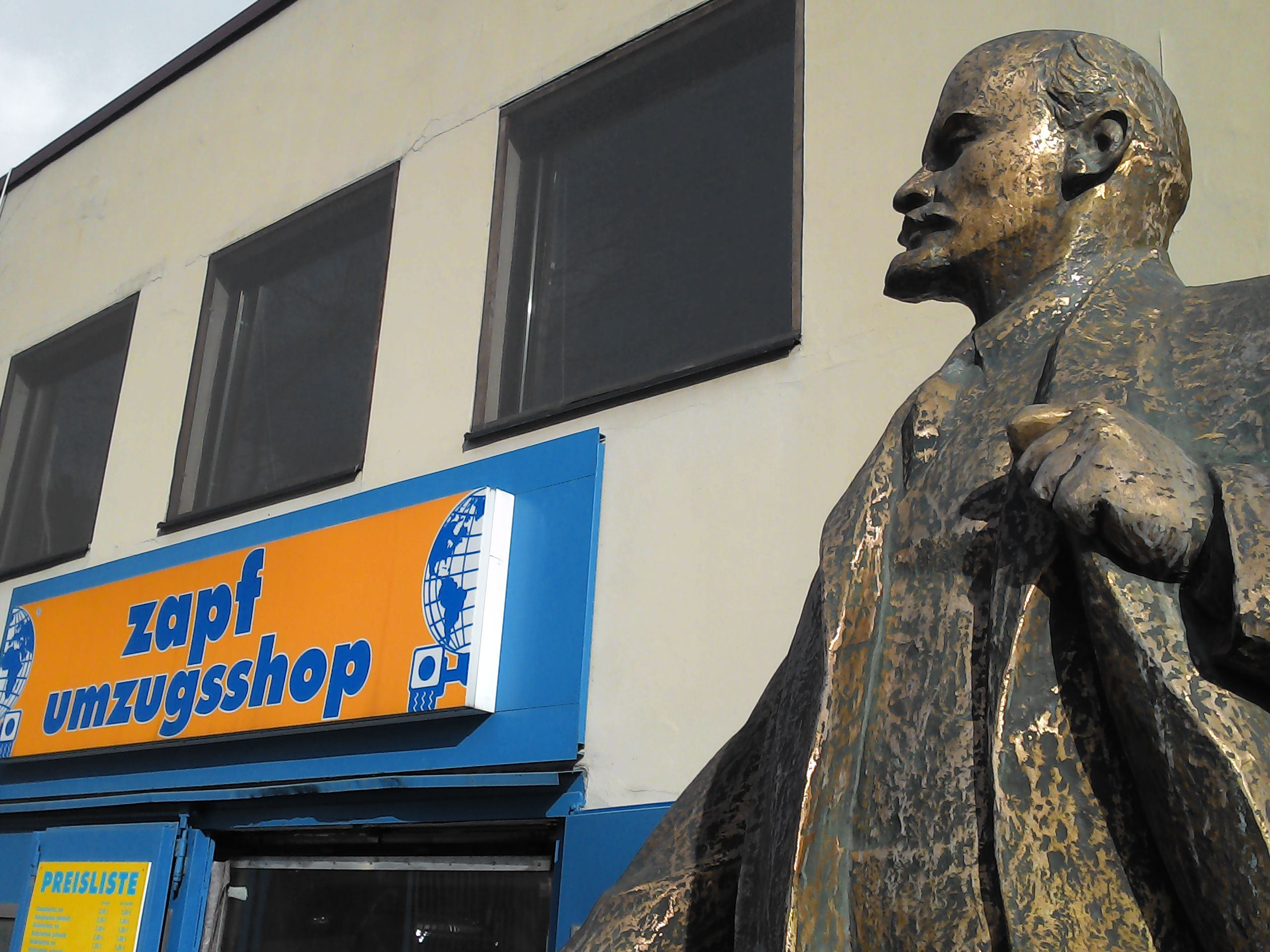
Altsitz in Kreuzberg neben Leninstatue

Die Verbindungen nach Westdeutschland – trotz der noch erheblichen Behinderung durch DDR-Transitstrecken und innerdeutsche Kontrollen – schlug 1989 mit dem Mauerfall schlagartig in einen Vorteil um. Zudem hatte sich der Wagenpark stark vergrößert und es wurden Arbeiter von Autotrans übernommen.

### Großbetrieb
„Seit 1990 wuchs die Firma Zapf Umzüge sprunghaft: Mittlerweile 300 festangestellte Mitarbeiterinnen und Mitarbeiter bewegten einen Wagenpark von 57 Möbeltransportfahrzeugen, 36 Möbelanhängern und 500 ‚Wechselkoffern‘.“

1993 steht neben den 17.000 „normalen“ Umzügen die Spezialisierung der zapf Gruppe auf Großkunden aus Wirtschaft und Behörden.
Das Geschäftsfeld wurde um den Bereich Logistik und Lagerung erweitert, zapf umzüge war eine der ersten Umzugsspeditionen, die Wechselcontainer einsetze. Der Fernverkehr wurde ausgeweitet, die „zapf Gruppe“ konzipiert in Richtung Umzugsnetzwerk und spezialisiert sich auf Großkunden aus Wirtschaft und Behörden: Der Umzug 1998 der Allianz Versicherungs AG mit 2.500 Arbeitsplätzen innerhalb von 3 Wochenenden bezeichnet das Unternehmen selbst als „Ritterschlag für zapf berlin“.
Mit der Treue zum Geschäft vor Ort blieb jedoch „Zapf die größte auf Möbelumzüge spezialisierte Spedition in Berlin“ und eine Umfrage des Tagesspiegels vom 22. April 1998 ergab, „daß 62 Prozent aller Berliner die Firma Zapf kennen.“ (Uebel, 104 f.)
Im Rahmen des Umzugs des Deutschen Bundestags im Sommer 1999 von Bonn ins Reichstagsgebäude nach Berlin führten Zapf Berlin und Zapf Bonn die Umzüge eines großen Teils der Mitglieder der Bundesministerien durch.

### Gegenwart (21. Jahrhundert)

#### Rückzug des Gründers
Nach längerer Abwesenheit aufgrund gesundheitlicher Probleme zog sich Klaus Zapf bis 2002 sukzessive aus dem operativen Geschäft heraus.
2007 wurde die GmbH in eine AG umfirmiert. Am 12. Juni 2015 zog zapf umzüge nach 30 Jahren in Kreuzberg in die Nobelstraße in Berlin-Neukölln.
Als ein Schwerpunkt des letzten Jahrzehnts wurde der Ausbildungsbereich entwickelt. Neben klassischen Innendienstberufen wie Büro- und Speditionskaufmann, in der Logistik als Berufskraftfahrer oder Kfz-Mechatroniker, bildet zapf umzüge auch Fachkräfte für Möbel-, Küchen- und Umzugsservice und Fachkräfte für Lagerlogistik aus.

## Gesellschaftliches Engagement
- 2018 unterzeichnete Zapf die Charta des Berliner Senat für die Gleichberechtigung von Frau und Mann.[8]
- Materialspenden für Kinderfeste, Straßenfeste, Obdachlosenheime, Werkstätten, Rotation des Hausprojekts K9, Kinderhilfe, Schlesische 27, Kartonaktion im BIZIM-Kiez, Notunterkünfte für ankommende Menschen
- Unterstützung der Ausstellung „Happy Habitat“ der Galerie Neurotitan im Haus Schwarzenberg zum Thema prekäre Wohnverhältnisse
- Transport und Einlagerung der Ausstellung „Room28“ – Bildungsprojekt zum Thema „Das Schicksal jüdischer Mädchen im Ghetto Theresienstadt“

## Auszeichnungen
- 1999: zapf umzüge Berlin erreicht bei der Stiftung Warentest 7/99 die beste Gesamtbewertung unter acht bundesweit tätigen Berliner Umzugsunternehmen.
- „Bester Ausbildungsbetrieb Berlins“ der IHK Berlin 2008.
- IHK Berlin – Auf der Jugendmesse YOU unter dem Funkturm ehren IHK und Handwerkskammer am Freitag zapf umzüge als „Bester Ausbildungsbetrieb – Lehrstellen für Berlin 2009“. Übergeben von Berlins Regierendem Bürgermeister Klaus Wowereit, Handwerkskammer-Präsident Stephan Schwarz und IHK-Hauptgeschäftsführer Jan Eder erhält Vorstand Joachim Dulitz die Auszeichnung.
- 2019: Exzellenter Ausbildungsbetrieb 2019–2021 (Rezertifizierung für exzellente Ausbildungsqualität).
- Im März 2020 wurde zapf umzüge mit dem „Live & Living Award“ in der „Kategorie Umzugsunternehmen als beliebtester Anbieter“ ausgezeichnet.

## Sponsoring
Zapf umzüge unterstützt seit seiner Gründung kulturelle, schulische und vorwiegend auf Kinder und Jugendliche bezogene Projekte und Aktionen, zumeist als einmalige (nicht andauernde) Vorhaben. Auswahl 2018:
- Finanzierung des 1. Preises für den besten Film beim jährlichen Jugend- und Kinderkurzfilmfestivals KUKI im Filmtheater am Friedrichshain
- Unterstützung des Umzugs des Vereins „Save the Children“
- Sponsoring der Eiskunstlaufshow „Eismärchen Berlin“ der Berliner Eissportvereine
- Kooperation mit der Deutschen Kinemathek/Abteilung Bildung und Vermittlung
- Positionierung einer Installation an der East-Side-Gallery-Support des Stadtteilausschusses Friedrichshain/ Kreuzberg aus Anlass der Open Air Gallery auf der Oberbaumbrücke